# Nepal-Bambusotter
Die Nepal-Bambusotter (Trimeresurus septentrionalis) ist eine Vipernart aus der Gattung der Bambusottern, die zur Unterfamilie der Grubenottern gehören. Sie ist in Teilen Südasiens verbreitet. Im englischen Sprachraum wird sie als Nepal pitviper, Himalayan White-lipped Pitviper oder auch Northern White-lipped Pitviper bezeichnet.

## Merkmale
Die Gesamtlänge der Nepal-Bambusotter beträgt maximal etwa 73 cm bei Weibchen und 61 cm bei Männchen. Die Schwanzlänge beträgt zwischen 19 und 24 % der Gesamtlänge. Die Körperfarbe ist dorsal (rückenseitig) grün und ventral grün, gelblich oder weißlich. Die Männchen weisen einen hellen Lateralstreifen auf. Der Kopf ist etwas heller als der Körper und die Iris ist gelb. Die Beschuppung ist dorsal in 21 Reihen angeordnet und bis auf die äußerste Reihe gekielt. Die Pholidose umfasst bei Weibchen zudem 160 bis 181 Ventralia (Bauchschuppen) und bei Männchen 162 bis 172 sowie 55 bis 71 Subcaudalia bei Weibchen bzw. 68 bis 83 bei Männchen. Der Hemipenis ist geteilt und weist keine Stacheln auf.
Im Folgenden sind einige Merkmale für nahe verwandte Arten nach Mirza et al. gelistet. SL/GL bezeichnet dabei das Verhältnis von Schwanzlänge zu Gesamtlänge.
| Art                  | Dorsale Farbe           | Farbe der Lateralstreifen am Kopf | Dorsale Schuppenreihen | SL/GL     | Ventralia | Subcaudalia | Hemipenis      |
| -------------------- | ----------------------- | --------------------------------- | ---------------------- | --------- | --------- | ----------- | -------------- |
| T. albolabris        | Grün                    | Weiß                              | 21                     | 0,19–0,24 | 149–173   | 48–67       | gegabelt, lang |
| T. andersonii        | Braun oder schwarz      | –                                 | 23 oder 25             | 0,16      | 171–183   | 53–74       | gegabelt, lang |
| T. cantori           | Grün oder braun         | Weiß                              | 27 oder 31             | 0,12–0,20 | 170–176   | 44–73       | gegabelt, lang |
| T. erythrurus        | Grün                    | Weiß                              | 23                     | 0,16–0,21 | 151–174   | 49–67       | gegabelt, lang |
| T. fasciatus         | Braun                   | –                                 | 21                     | 0,18–0,21 | 158–163   | 63–65       | gegabelt, lang |
| T. insularis         | Grün oder blau          | –                                 | 21                     | 0,21–0,22 | 156–167   | 54–75       | gegabelt, lang |
| T. purpureomaculatus | Schwarz bis dunkelbraun | –                                 | 23 bis 27              | 0,16–0,19 | 152–183   | 54–79       | gegabelt, lang |
| T. salazar           | Grün                    | Rötlich orange                    | 19 oder 21             | 0,14–0,18 | 163–171   | 59–74       | gegabelt, kurz |
| T. septentrionalis   | Grün                    | Weiß                              | 21                     | 0,19–0,24 | 160–181   | 55–83       | gegabelt, lang |

## Lebensweise

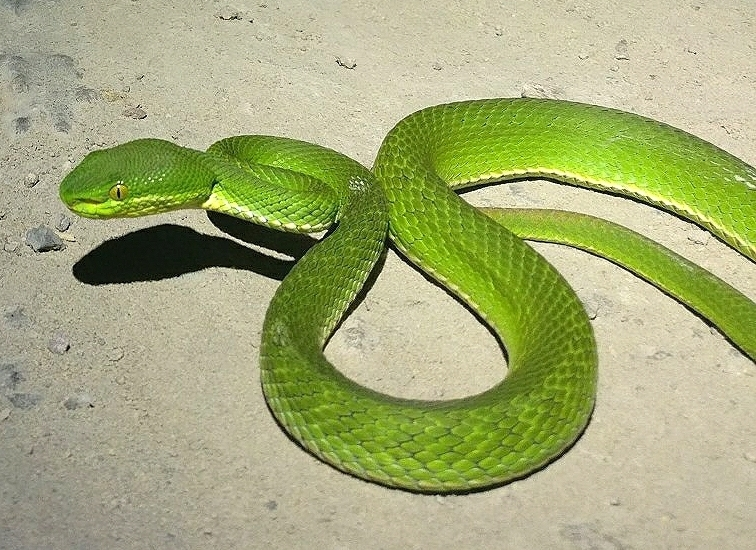
Nepal-Bambusotter in Indien

Die Nepal-Bambusotter ist nachtaktiv und lebt auf Bäumen, in Büschen und in hohem Gras. Ihre Beute sind kleinere Tiere wie beispielsweise Mäuse, Ratten, Echsen und Vögel. Die Art ist ovovivipar (ei-lebendgebärend).
Nepal-Bambusottern sind wie andere Vipern giftig.

## Verbreitungsgebiet und Gefährdungsstatus
Das Verbreitungsgebiet der Nepal-Bambusotter liegt im Westen des Himalaya und erstreckt sich über Nepal, Bhutan, Bangladesch und die Bundesstaaten Haryana, Uttarakhand und Himachal Pradesh im Nordwesten Indiens. Sie kommt in Höhen von etwa 900 bis 3000 m vor. Ihre Lebensräume sind Monsunwälder an Berghängen, Buschland, Bambuswälder, landwirtschaftliche Flächen und Wälder, die von Salbäumen dominiert werden.
Die Weltnaturschutzunion (IUCN) stuft die Art als nicht gefährdet (least concern) ein, mit unbekanntem Populationstrend. Sie kommt in einigen Schutzgebieten in Nepal und Indien vor, darunter beispielsweise in einem Ramsar-Gebiet in der Pufferzone des Chitwan-Nationalparks in Nepal.

## Systematik
Die Nepal-Bambusotter ist eine Vipernart aus der Gattung der Bambusottern, die zur Unterfamilie der Grubenottern gehören. Sie wurde 1977 von Eugen Kramer als Trimeresurus albolabris septentrionalis wissenschaftlich erstbeschrieben, d. h. zunächst als Unterart der Weißlippen-Bambusotter. Zum Artstatus wurde sie 2001 von Giannasi et al. erhoben. Das Artepitheton ist ein Adjektiv im Nominativ, das aus dem Lateinischen Wort für „nördlich“ stammt und sich auf die Verbreitung der Art im Norden Indiens bezieht. Der Typenfundort der Art liegt in Nepal bei 28° 15' N, 83° 55' E auf 1500 m nahe Pokhara. Von Malhotra & Thorpe wurde die Art 2004 der Gattung Cryptelytrops zugeordnet, doch andere Autoren verwendeten später wieder die Gattung Trimeresurus. Nach phylogenetischer Untersuchung ist die am nächsten verwandte Schwesterart Trimeresurus salazar, die erst 2020 erstbeschrieben wurde.